# Петкевич, Инга Григорьевна
Инга Григорьевна Петкевич (9 декабря 1935 — 17 августа 2012) — русская советская писательница, сценаристка. Известна как первая жена и прототип героинь некоторых произведений Андрея Битова.

## Биография
Была художницей по росписи тканей, художницей-ретушёром.
Училась в Ленинградском институте киноинженеров в 1959—1961 годах, на высших курсах сценаристов и режиссёров в Москве по 1978 году.
Автор сценария фильмов «Четвёрка по пению» (совместно с И. Икрамовым) (Казахфильм, 1973 г.), «Лесные качели» (Беларусьфильм, 1975 г.).

Лауреат литературной премии «Северная Пальмира».